# Nitrariaceae
Nitrariaceae é uma família de plantas angiospérmicas (plantas com flor - divisão Magnoliophyta), pertencente à ordem Sapindales.
O grupo consiste em arbustos suculentos, por vezes espinhosos, ou plantas herbáceas, oriundos de zonas áridas ou desertos salinos. As nitrariáceas podem ser encontradas no Sahara e nos desertos da Ásia central e Austrália.